# Investigações de Psicologia
Investigações de Psicologia é um livro escrito por Eduardo Ferreira França e publicado em 1854. É considerado pelos historiadores da psicologia como o livro mais antigo escrito nas Américas. 
O livro foi publicado em dois volumes. O primeiro com 284 e o segundo com 424 páginas. O tema central é a Psicologia experimental e está dividido organizado em seis partes. O autor se inspirou na investigação psicológica de Maine de Biran.

## Divisões do livro
- 1) Fenômenos da Consciência e Faculdades
- 2) Modificabilidade (sensibilidade, afetividade);
- 3) Motividade (movimentos)
- 4) Faculdades Intelectuais I (percepção interna e externa, relações entre elas, das qualidades dos corpos e do hábito)
- 5) Faculdades intelectuais II (sensibilidade cerebral, sono e sonhos, consciência, razão, memória, imaginação, abstração, composição, generalização, juízo, faculdade do futuro, faculdade da fé, da ideia); Instintos (físicos, intelectuais, sociais e morais)
- 6) Vontade.